# Randy Moss
Randy Moss (född 13 februari 1977 i Rand, West Virginia, USA) är en f.d. utövare av amerikansk fotboll och spelade senast i laget San Francisco 49ers i den amerikanska proffsligan NFL. Han spelade på positionen wide receiver och har tidigare spelat för Tennessee Titans, New England Patriots, Oakland Raiders och Minnesota Vikings. Randy Moss har rekorden för flest antal touchdowns från passningar (touchdown receptions) under en säsong för en rookie (17 stycken 1998) och även generellt (23 stycken 2007).
- Wikimedia Commons har media som rör Randy Moss.